# Hela Province
Hela ist eine der 21 Provinzen von Papua-Neuguinea. In der 10.500 km² großen Provinz leben über 350.000 Einwohner (Stand: 2010). Hauptstadt ist Tari mit etwa 8.000 Einwohnern.
Hela entstand am 17. Mai 2012 durch Ausgliederung der Distrikte Komo Magarima, Koroba-Lake Kopiago und Tari-Pori aus der Provinz Southern Highlands.
Hela gehörte zur deutschen Kolonie Deutsch-Neuguinea.
Die Nachbarprovinzen sind Sandaun und East Sepik im Norden, Enga im Osten, Southern Highlands im Süden und Western im Westen.

## Wirtschaft
Die Provinz ist sehr erdgasreich. Im Rahmen des Papua-Newguinea LNG Project sollen mehrere Erdgasfelder (Hides, Kutubu u. a.) erschlossen und über eine neue Pipeline mit der Küste verbunden werden.
Durch die Bauarbeiten wurden viele Kleinbauern, die ihren Grund gemäß Gewohnheitsrecht bewirtschaftet hatten, enteignet. Es gibt immer wieder Klagen, dass die im Rahmen des Projektes in die Provinz fließenden Gelder nicht gerecht verteilt werden.

## Distrikte und LLGs
Die Provinz Hela ist in drei Distrikte unterteilt. Jeder Distrikt besteht aus einem oder mehreren „Gebieten auf lokaler  Verwaltungsebene“, Local Level Government (LLG) Areas, die in Rural (ländliche) oder Urban (städtische) LLGs unterschieden werden.
| Distrikt                     | Verwaltungszentrum | Bezeichnung der LLG-Gebiete |
| ---------------------------- | ------------------ | --------------------------- |
| Distrikt Komo Magarima       | Magarima           | Hulia Rural                 |
| Distrikt Komo Magarima       | Magarima           | Komo Rural                  |
| Distrikt Komo Magarima       | Magarima           | Margarima Rural             |
| Distrikt Koroba-Lake Kopiago | Kopiago            | Awi-Pori Rural              |
| Distrikt Koroba-Lake Kopiago | Kopiago            | Lake Kopiago Rural          |
| Distrikt Koroba-Lake Kopiago | Kopiago            | North Koroba Rural          |
| Distrikt Koroba-Lake Kopiago | Kopiago            | South Koroba Rural          |
| Distrikt Tari-Pori           | Tari               | Hayapuga Rural              |
| Distrikt Tari-Pori           | Tari               | Tagali Rural                |
| Distrikt Tari-Pori           | Tari               | Tari Urban                  |
| Distrikt Tari-Pori           | Tari               | Tebi Rural                  |